# Georg Christoph von Blanckensee
Georg Christoph von Blanckensee (* 11. November 1710; † 9. November 1781 in Pyritz, auch George Christoph) war ein preußischer Landrat.

## Leben
Georg Christoph von Blanckensee war Angehöriger der uradligen Familie Blanckensee, sein Vater Wulf Christoph von Blanckensee war Oberst und Kommandant von Wismar, seine Mutter Wilhelmine Sophie, geb. von Arnim (1687–1751) war eine Tochter des preußischen Generals Georg Abraham von Arnim. Nach einem dreijährigen Studium der Rechtswissenschaften an der Universität Frankfurt (Oder) trat Georg Christoph von Blanckensee in die preußische Armee ein. Hier rückte er zum Leutnant im Dragoner-Regiment Bayreuth auf, bis er aus gesundheitlichen Gründen seinen Abschied nahm. 1736 wurde er Regierungsrat bei der Pommerschen Regierung. Das väterliche Gut Schönwerder erbte er 1745 nach dem Tode seines Bruders Friedrich Wilhelm (1716–1744), der als preußischer Rittmeister im Zweiten Schlesischer Krieg bei Böhmisch Leipa fiel. 
1760 wurde er Landrat des pommerschen Kreises Pyritz als Nachfolger von David Vincenz von Braunschweig. Überliefert ist seine Auseinandersetzung mit der Pommerschen Kriegs- und Domänenkammer über die Abgrenzung der Kompetenzen von Landrat und Kammer; diese gipfelte in seinem Rücktrittsgesuch, da die Auffassung der Kammer vom Amt des Landrates sein Gewissen und seinen ehrlichen Namen gefährde. Letztlich rügte das vorgesetzte Generaldirektorium beide Seiten, Blanckensee blieb im Amt, erhielt aber einen scharfen Verweis.
1772 wurden aus dem Kreis schwere Vorwürfe gegen Blanckensee wegen seiner Amtsführung erhoben. Blanckensee trat daraufhin zurück, sein Nachfolger als Landrat wurde Joachim Abraham von Oesterling. 
Seit 1775 gehörte Blanckensee den Freimaurern an. Er starb 1781. 
Georg Christoph von Blanckensee war Erbherr auf Schönwerder, Hohenwalde, Alt Damerow und Hohengrape. Die ersten beiden Güter verkaufte er 1765, erhielt sie aber wieder zurück, da der Käufer nicht den vollen Kaufpreis zahlte.